# Тріль Михайло
Миха́йло Тріль (1905–1955), сокільський і тіловиховний діяч у Галичині, родом зі Львова.
У 1925–1939 роках член Головної Управи «Сокола-Батька»; автор численних складанок руханкових вправ, виконуваних на сокільських виступах, та методичних підручників для інструкторів фізкультури. Помер у США.

## Публікації
- М. Тріль. «Вправи вільноруч для учасників на Краєвий Здвиг Українського Сокільства в 1934 р. у Львові». Львів - 1933.